# Tecka
La petite ville de Tecka est une localité d'Argentine, située à l'ouest de la 
province de Chubut, en Patagonie argentine. Elle est le chef-lieu du département de Languiñeo.

## Situation - Description
La ville se trouve à 100 km au sud de la ville d'Esquel, sur la route nationale 40, au niveau de sa liaison avec la nationale 25.
Les coordonnées de la localité sont 43° 28′ S, 70° 51′ O. 
Elle est construite à une altitude de 935 mètres.

## Population
En 2001, sa population se montait à 955 habitants (en baisse de 6 % par rapport à 1991.

## Histoire
La ville fut fondée le 11 juillet 1921. 

Depuis toujours Tecka a été un campement d'hiver des peuples aborigènes nomades, spécialement des Tehuelches, et par après un important établissement (toldería) mapuche. 
Un des principaux sites d'intérêt est la tombe du cacique Inacayal (1835-1888), qui mourut à La Plata, sous la protection de Francisco Pascasio Moreno appelé aussi Perito Moreno, après avoir été fait prisonnier du gouvernement argentin, à la suite de sa reddition lors de la Conquête du Désert. Bien des années plus tard, sa dépouille, qui était exposée dans une vitrine, a été transférée ici, dans son lieu d'origine.

## Ressources économiques
La zone vit avant tout de l'élevage extensif d'ovins, et entretient aussi des troupeaux de 
bovins. Aux environs immédiats se trouvent d'importantes estancias.
Les mines constituent une possibilité future presque assurée, avec des gisements déjà prospectés de platine, d'or, de basalte, de pierres semi-précieuses et des roches décoratives.
Au point de vue touristique, autre grande ressource à développer, il existe une activité de pêche de rivière dans l'Arroyo Pescado, le bassin du Río Tecka et les lacs et étangs des alentours. Parmi les plans d'eau, il faut citer la Lagune Aleusco, vaste lac d'eau douce situé quelque 50 kilomètres au nord-est de la ville, au pied du cerro Aleusco. Autour d'elle, la réserve provinciale Laguna Aleusco a été créée.
On pratique aussi des excursions à cheval et le trekking.